# 13-オキソ-9,11-オクタデカジエン酸
13-オキソ-9,11-オクタデカジエン酸（13-オキソ-9,11-オクタデカジエンさん、13-oxo-9,11-octadecadienoic acid、13-oxo-ODA）は、トマトに含まれる化学式がC18H30O3の不飽和脂肪酸の一つ。分子量は294.4。

## 効果
京都大学大学院河田照雄教授らのグループの研究により、トマトに含まれるこの物質に肥満性糖尿病マウス血液中の脂肪増加を抑える効果があることが発見され、米国のオンライン科学雑誌PLoS ONEに掲載された。人間量に換算すると、毎食時にトマト2個もしくはコップ一杯分(200mL)のトマトジュースを摂取することにより効果が得られるという。この効果はマスコミによってこぞって取り上げられ、トマトやその加工品が日本全国で品薄状態となった（フードファディズム）。
発表論文によれば13-oxo-ODAはエネルギー代謝を調節する転写因子PPARαを活性化し、この作用は前駆体である9-oxo-ODAや共役リノール酸 (CLA) より強い。このため、著者らは13-oxo-ODAが強力なPPARαアゴニストであり、肥満による脂質異常症や脂肪肝を改善する可能性を示唆している。